# Sukkal
Sukkal (𒈛 LUH sumerisch sukkal akkadisch sukkallu) üblicherweise aus dem Sumerischen mit Wesir, Minister, Sekretär oder Bote übersetzt, bezeichnete im alten Mesopotamien sowohl eine Art von Beamten als auch eine Gruppe von Gottheiten. Historisch waren Sukkals für die Überwachung der Ausführung verschiedener königlicher Befehle zuständig und fungierten als diplomatische Gesandte sowie Übersetzer für ausländische Würdenträger. In der Mythologie erfüllten die als Sukkals bezeichneten Gottheiten eine ähnliche Rolle, indem sie als Diener, Berater und Gesandte der Hauptgötter des mesopotamischen Pantheons, wie Enlil oder Inanna, agierten. Sie konnten  als Fürsprechergottheiten fungieren, die zwischen den Anbetern und den Hauptgöttern vermittelten.

## Der Sukkal als Beamter
Sukkal bezeichnete eine bestimmte Klasse von Beamten im alten Mesopotamien, die für die Ausführung königlicher Befehle verantwortlich waren. Diese Beamten erfüllten verschiedene Funktionen, darunter die Rolle von Minister, Sekretär oder Bote. Sukkals waren nicht nur für administrative Aufgaben zuständig, sondern agierten auch als diplomatische Gesandte und Übersetzer für ausländische Würdenträger. Das Amt des Sukkal war nicht auf Mesopotamien beschränkt, sondern findet sich auch in anderen Regionen, wie dem hurritischen Königreich Arrapha, in Alalakh und Mari in Syrien sowie in Elam im heutigen Iran wieder.
Ein weiterer wichtiger Begriff, der mit dem Sukkal in Verbindung steht, ist "sukkalmah" (sumerisch: GAL.SUKKAL, sukkalmaḫḫu groß Wesir), der in den Verwaltungstexten der dritten Dynastie von Ur sowie im frühdynastischen Girsu belegt ist. Tonia Sharlach schlägt vor, diesen Titel als Äquivalent eines modernen Staatssekretärs zu verstehen, da ein sukkalmah für eine Gruppe von sukkals verantwortlich war. In Elam wurde der Titel als königlicher Titel übernommen, möglicherweise aufgrund der Nähe der Sukkalmahs des Staates Ur zu elamitischen Gebieten. Die Sukkalmah-Dynastie herrschte im frühen zweiten Jahrtausend v. Chr. über Elam.
In eblaitischen Dokumenten wird der Begriff "sukkal" ebenfalls erwähnt, wobei er dort anscheinend eine Art Geistlichen bezeichnet.
Einige lexikalische Texte erklären sukkal als pašišu = "Salbungspriester", obwohl der Grund für die Gleichsetzung dieser beiden Begriffe nicht bekannt ist.

## Der Sukkal in der Mythologie
In der mesopotamischen Religion wurden einige Gottheiten als Sukkals bezeichnet und fungierten als göttliches Gegenstück zu den menschlichen Beamten. Aufgrund der direkteren Belege in den Mythen im Vergleich zu den Wirtschafts- und Verwaltungstexten sind ihre Funktionen besser bekannt als die ihrer menschlichen Namensvetter. Sie agierten als hochrangige Mitglieder im Gefolge eines Gottes, in Götterlisten können Sukkals sogar vor den Kindern der Gottheiten erscheinen, sind jedoch nicht die einzigen Diener, die eine Gottheit haben kann. Es gibt drei Klassen von göttlichen Dienern: Berater und Vertreter (einschließlich der Sukkals, von denen es auch mehr als einen geben konnte), Gottheiten, die sich um die persönlichen Bedürfnisse eines Gottes kümmern, und schließlich diejenigen, die mit der Instandhaltung ihres Haushalts beauftragt sind, wie göttliche Köche oder Gärtner.
In den Mythen agieren Sukkals sowohl als Gesandte als auch als Berater ihrer Herren, wobei Weisheit und Besonnenheit oft als charakteristisches Merkmal dieser Götterklasse angesehen wird. Nur die mächtigsten Gottheiten im Pantheon hatten Sukkals, wobei die Sukkals der großen Stadtgötter vermutlich die ältesten waren. Es gibt auch Fälle, in denen ein Sukkal einen eigenen Sukkal hatte. Beispielsweise hatte Niĝgina, ein Sukkal des Sonnengottes Utu, ihren eigenen Sukkal, ebenso wie Alammuš, der Sukkal des Mondgottes Nanna. Grundsätzlich war dies jedoch eine seltene Ausnahme.
Ninšubur als Sukkal der Göttin Inanna gilt als die früheste und wichtigste Sukkal und stellt quasi den Archetyp des Gotteswesirs dar.
Die Rolle der Sukkals als Fürsprecher und Gesandte lässt Parallelen zu Engeln zu. Dementsprechend bezeichnen Jan van Dijk and Frans Wiggermann das Studium der Sukkals als „sumerische Angelologie“.